# Harposporium anguillulae
Гарпоспоріум анґуіллуле (Harposporium anguillulae) — вид грибів роду Гарпоспоріум (Harposporium). Гриб класифіковано у 1888 році. 

## Життєвий цикл
Цей гриб 'полює' на нематоди. Спори застрягають у нутрощах нематоди, де гриб починає проростати.